# Ciutadella de Magúncia
La Ciutadella de Magúncia  o  Zitadelle Mainz  és una fortalesa de traça italiana construïda el 1660 a Magúncia i que formava part de la fortalesa de Magúncia.
El seu edifici barroc, es va construir a partir d'una abadia de l'Orde de Sant Benet al voltant de l'any 1050. Va ser residència temporal dels prínceps electors de Magúncia, i més tard "fortalesa" de la Confederació Germànica. El 1919 (Tractat de Versalles (1919)) va ser desmantellada per les tropes franceses. Era part d'un sistema militar de forts de la ciutat de Magúncia, anomenat Festung Mainz (fortalesa de Magúncia).
Avui dia és propietat de la ciutat de Magúncia i alberga el museu històric de la ciutat, el museu històric de la fortalesa i diverses dependències administratives.

## Galeria

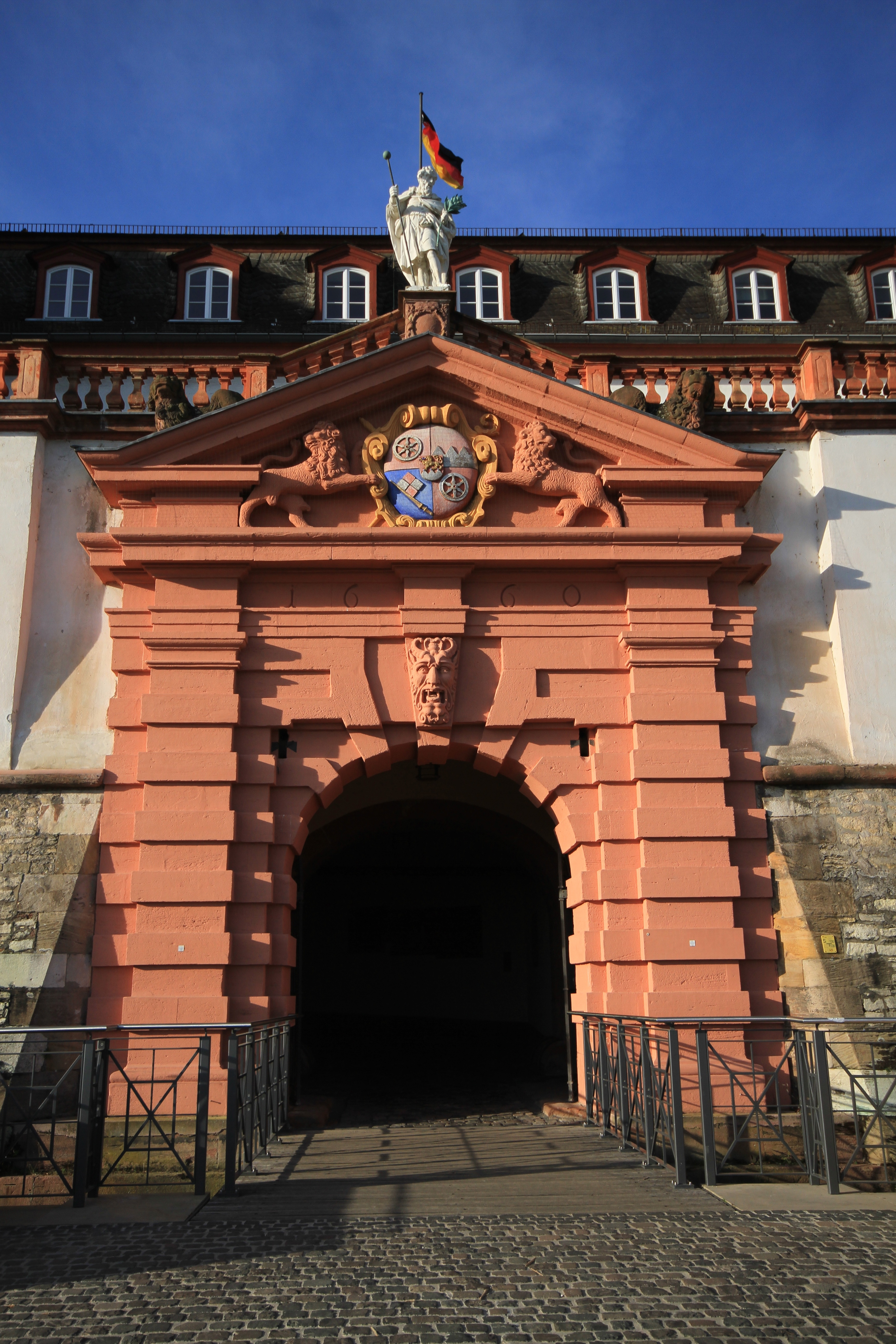
La porta major de la ciutadella
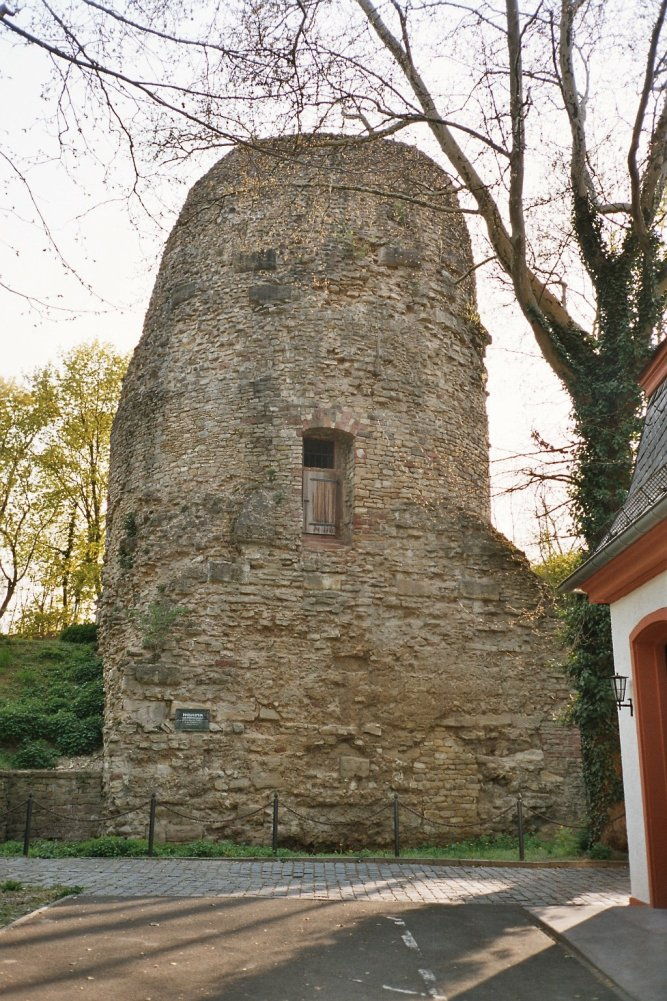
Cenotafi de Drus dins la ciutadella
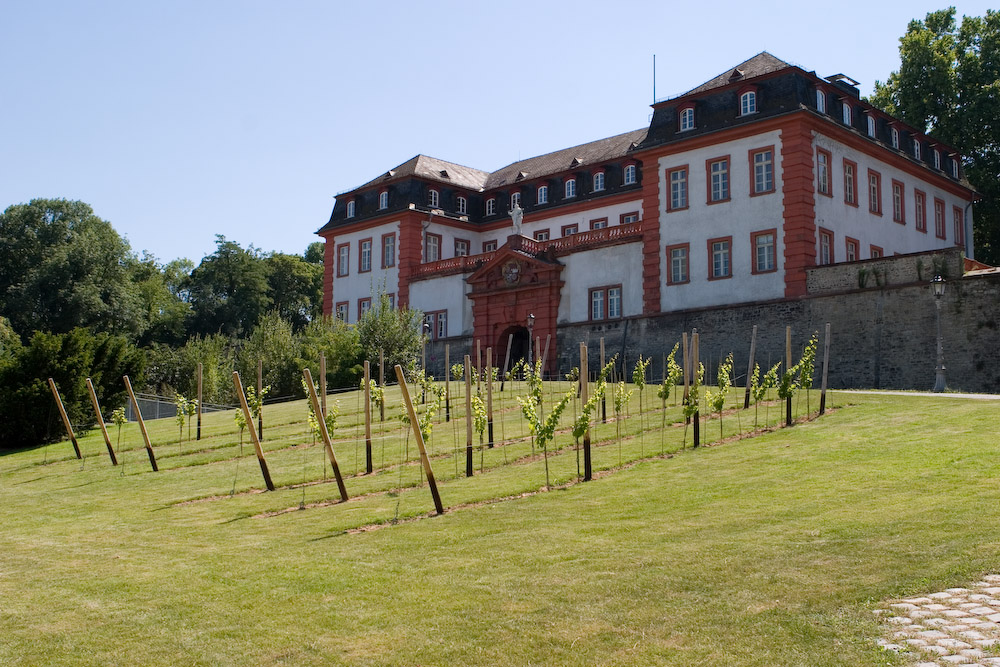
Ciutadella de Magúncia.